# Kodyma
Kodyma (ukrainsk: Ко́дима, ukrainsk udtale: [ˈkɔdɪmɐ]; polsk: Kodyma; rumænsk: Codâma) er en by i Odessa oblast (region) i det centrale Ukraine, beliggende i den sydøstlige del af den historiske region Podolien.
Byen har 8.514 (2021) indbyggere.

## Beskrivelse
Kodyma er opkaldt efter floden Kodyma, som den ligger ved.
På kort fra det 16. århundrede af Wenceslaus Grodecki er der et område, der er identificeret som "Codima solitudo, uastissima" (en meget stor ørken). Området ligger omkring midten af Sydlige Bug midt i floden. Det menes, at Kodyma's etymologi er af tyrkisk oprindelse og betyder et lavere sted mættet med vand.
I den polske geografiske ordbog, Słownik geograficzny er den nævnt som en lille by (miasteczko) i Balta amt og har en togstation på Kyiv-Odessa jernbanen. Byens grundlæggelsesdato er angivet som 1754, men ifølge Geografisk ordbog eksisterede Kodyma som fast ejendom før og tilhørte Zamoyski-familien. Senere overgik det til familien Koniecpolski efter at Johanna Barabara Zamoyska blev gift med Aleksander Koniecpolski.
I 1694 besejrede kosakker fra Semen Paliy en tatarisk hær i slaget ved Kodyma.
Den moderne by Kodyma blev grundlagt af Józef Lubomirski (søn af Jerzy Aleksander Lubomirski) i 1754.